# Capri-Fischer
Capri-Fischer („Wenn bei Capri die rote Sonne im Meer versinkt …“) ist ein deutscher Schlager, der in der Aufnahme von Rudi Schuricke Ende der 1940er Jahre ein Welterfolg wurde.

## Geschichte

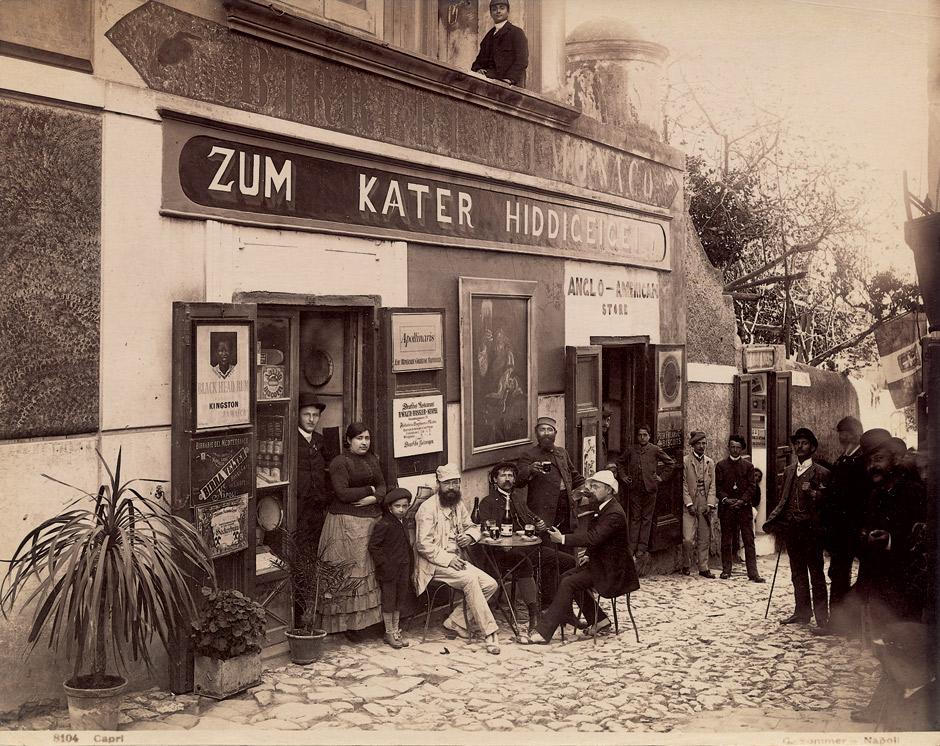
„Zum Kater Hiddigeigei“ auf Capri, 1886

Die Insel Capri südlich von Neapel war bereits im 19. Jahrhundert ein bekanntes Touristenziel, auch aus dem deutschsprachigen Raum, mit Einträgen im Baedeker-Reiseführer. Das Lokal „Zum Kater Hiddigeigei“ lag in der Via Hohenzollern, die Via Krupp ließ einst der Industrielle in den Fels meißeln. 
Mussolini-Italien hatte bereits im April 1939 Albanien besetzt, dann erfolglos gegen Griechenland Krieg geführt, das Deutsche Reich musste eingreifen, zudem war das Deutsche Afrikakorps seit 1941 in Italienisch-Nordafrika. Einige Teile der sonnigen Mittelmeerregion waren nun verbündetes Hinterland für deutsche Truppenkontingente, eine Schnulze über die Urlaubsstimmung dort könnte die Moral an den Fronten und in der Heimat stärken, „war eine Art minutenbegrenzte Fluchtmöglichkeit für die Seele“.
Der deutsche Komponist Gerhard Winkler schrieb das Lied 1941 und nahm es im März 1943 mit der Sängerin Magda Hain für Odeon auf. Der Text stammt von Ralph Maria Siegel. Der Vater des Komponisten Ralph Siegel hatte mit Winkler bereits mehrere Lieder mit Sujet Italien verfasst. Hain war eine Entdeckung Winklers, die Berlinerin war bekannt für ihren Koloratursopran. Auch Rudi Schuricke sang das Lied 1943 für Polydor mit dem Orchester des Plaza-Varieté Berlin und dem Waldo-Favre-Chor auf Schallplatte ein.
Dann kam allerdings der Lauf der Geschichte in die Quere. Nordafrika ging verloren, Anfang Juli 1943 landeten alliierte Truppen auf Sizilien, Ende des Monats kam es zum Sturz Mussolinis. Die Lage war sichtlich instabil, der neue Machthaber Pietro Badoglio führte Geheimverhandlungen mit den Alliierten, die italienische Regierung streckte Anfang September im Waffenstillstand von Cassibile die Waffen. Das löste den Fall Achse aus, deutsche Truppen übernahmen vielerorts die Kontrolle, waren allerdings nicht auf Capri, wo die italienische Garnison am 13. September 1943 den Gleaves-Klasse-Zerstörer USS Knight (DD-633) empfing. Ende September kam es an vier Tagen in Neapel zum blutigen Aufstand gegen die Wehrmacht, die sich an der Volturno-Linie nördlich von Neapel festsetzte. Am 13. Oktober 1943 erklärte Badoglio-Italien gar dem bisherigen Verbündeten den Krieg der in Norditalien Anfang Mai 1945 endete.

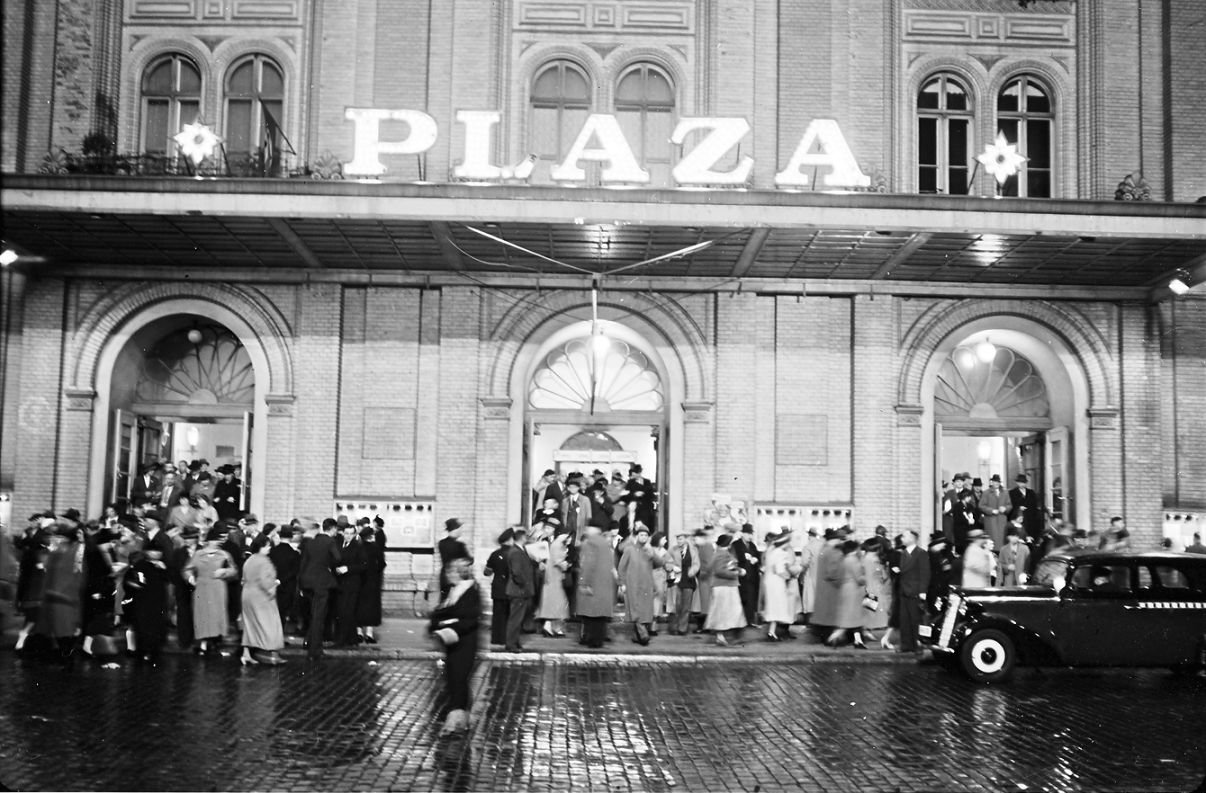
Volks-Varieté Plaza, 1938

Die Platte war im Verkauf, Rudi Schuricke singt das Lied ab Spätsommer 1943 im "Volks-Varieté Plaza", dem „Theater der 3000“, aber unter diesen Umständen waren seichte Capri-Fischer-Textzeilen wie „Bella Marie, bleib' mir treu“ und „Ich komm' zurück morgen früh“ reichlich deplatziert. Das Stück wurde nicht verboten, es wurde lediglich im Reichs-Rundfunk nicht mehr gespielt, was sich negativ auf den Verkauf der Schallplatte auswirkte.
In den Westzonen und der daraus entstehenden Bundesrepublik Deutschland wurde die Version von Rudi Schuricke ab 1946 wieder so sehr bekannt, dass Karikaturen darüber im Umlauf waren. Im Mai 1947 erschien in der damaligen Sowjet-Zone das Lied auf Amiga mit Kurt Reimann als Sänger. In der Schweiz war auch die von der Sängerin Gretl Rath aufgenommene Interpretation populär. Rath war auch in den USA tätig, eine Version mit englischem Text (Urheber Don Pelosi – Leon Powers) kam 1948 in den Vereinigten Staaten jedoch von Gracie Fields unter dem Titel Fisherman of Capri (Bella Bella Marie) heraus.

## Rezeption
Das Lied stand exemplarisch für die deutsche Italiensehnsucht, die in der Zeit des Zweiten Weltkriegs in zahlreichen romantischen Schlagern ihren Ausdruck fand und in der Wirtschaftswunder-Ära, die vielen Westdeutschen erstmals Urlaubsreisen ans Mittelmeer ermöglichte, eine zweite Blüte erlebte. Viele spätere deutsche Schlager griffen das von den Capri-Fischern prototypisch vorgegebene Schema auf; das Lied wurde dadurch zum Vorläufer eines eigenen Genres, das viele Schlagersänger bis heute pflegen.
Das Stück wurde ein Evergreen und zählte zum Repertoire vieler Künstler wie Peter Kraus, Paola, Die Flippers, G. G. Anderson oder Vico Torriani. Max Raabe erzählt, dass sein Palastorchester den Titel aufgrund eines besonderen Wunsches des ehemaligen Bundeskanzlers Helmut Kohl in sein Repertoire aufgenommen habe.
Auch der NDW-Sänger ZaZa hat 1982 eine schnelle Version aufgenommen. Ferner spielte die Gruppe Abwärts das Lied sowohl zu Beginn ihrer Karriere Anfang der 1980er Jahre, wovon es Live-Aufnahmen gibt, wie auch nach ihrem Comeback Mitte der 2000er Jahre samt einer Studioversion auf dem Album Rom unter dem abgewandelten Titel Caprifishin’.